# Opius brachythorax
Opius brachythorax är en stekelart som beskrevs av Fischer 1971. Opius brachythorax ingår i släktet Opius och familjen bracksteklar. Inga underarter finns listade i Catalogue of Life.